# Ahmad ibn Yahya al-Baladhuri
Aḥmad b. Yaḥyā al-Balādhurī (in arabo أحمد بن يحيى بن جابر البلاذري‎?; ... – Baghdad, 892) è stato uno storico arabo.
Abū l-Ḥasan Aḥmad b. Yaḥyā b. Jābir b. Dāwūd al-Balādhurī è stato uno storico arabo, vissuto nel IX secolo (III secolo dell'Egira). Uno fra i più importanti storici musulmani di tutti i tempi, passò gran parte della propria vita a Baghdad e godette di grande influenza presso la corte del Califfo al-Mutawakkil.
Viaggiò in Siria e Iraq, studiando sotto la guida di al-Madāʾinī, Ibn Saʿd e Muṣʿab al-Zubayrī, raccogliendo informazioni storiche che travasò poi nei suoi principali lavori sul primissimo Islam e sul periodo delle prime conquiste islamiche.

## Nome
Al-Baladhuri deve il suo ultimo nome al fatto di essere deceduto a causa dell'abuso di una droga chiamata balādhur (Semecarpus anacardium), descritta dagli studiosi musulmani medievali come un potente corroborante della memoria.

## Biografia
Anche se alcuni studiosi gli attribuiscono una dubbia origine iraniana, la sua lingua era l'arabo e in arabo scrisse le sue opere. Agli Arabi inoltre andavano le sue simpatie, tanto da essere rimproverato da Mas'udi come un convinto e accanito nemico del movimento letterario (ma con inevitabili sfumature sociopolitiche) definito Shu'ubiyya, in cui era criticata decisamente la presunzione degli Arabi di una loro superiorità e si rivalutavano, in chiave decisamente nazionalistica, i meriti (faḍāʾil) dei non-Arabi.
Visse alla corte dei Califfi al-Mutawakkil e al-Musta'in e fu tutore del figlio di al-Mu'tazz.

## Opere
Il suo capolavoro, che condensa una storia più ampia, è il Kitāb futūḥ al-buldān  (in arabo فتوح البلدان‎?), ossia "Il libro delle conquiste delle contrade", edito da Michael Jan de Goeje sotto il titolo Liber expugnationis regionum (Leiden, 1863-66) e poi tradotto in inglese da Philip K. Hitti e F.C. Murgotten sotto il titolo The Origins of the Islamic State (New York, 1916, 1924). Esso riguarda le guerre e le conquiste degli Arabi a partire dal VII secolo, dalle conquiste dell'Arabia, della Siria-Palestina, dell'Egitto e del Nordafrica (Ifriqiya), a quelle della Spagna (al-Andalus), della Mesopotamia (futuro Iraq), dell'Iran e del Sind.
Un'altra sua opera, rimasta incompleta e a lungo non edita in lingue occidentali, è rappresentata dagli Ansāb al-Ashrāf (in arabo أنساب الأشراف‎?), ossia le Genealogie delle persone illustri, un ampio lavoro biografico sulla cosiddetta aristocrazia arabo-islamica, da Muhammad e dai suoi contemporanei ai Califfi omayyadi e abbasidi, riguardante le imprese da essi realizzate e i fatti più rilevanti che hanno caratterizzato i primi secoli dell'Islam politico.